# Kentucky Colonels 1967-1968
La stagione 1967-68 dei Kentucky Colonels fu la 1ª nella ABA per la franchigia.
I Kentucky Colonels arrivarono quarti nella Eastern Division con un record di 36-42. Nei play-off persero la semifinale di divisione con i Minnesota Muskies (3-2).

## Roster
| N°    | Naz.                   | Ruolo | Sportivo       | Anno | Alt. | Peso |
| ----- | ---------------------- | ----- | -------------- | ---- | ---- | ---- |
|       | Stati Uniti (bandiera) | C     | George Sutor   | 1943 | 203  | 107  |
| 10    | Stati Uniti (bandiera) | G     | Louie Dampier  | 1944 | 183  | 77   |
| 14-41 | Stati Uniti (bandiera) | C     | Kendall Rhine  | 1943 | 208  | 104  |
| 22    | Stati Uniti (bandiera) | AC    | Goose Ligon    | 1944 | 201  | 95   |
| 24    | Stati Uniti (bandiera) | C     | Jim Caldwell   | 1943 | 208  | 109  |
| 24    | Stati Uniti (bandiera) | AC    | Stew Johnson   | 1944 | 203  | 100  |
| 25    | Stati Uniti (bandiera) | A     | Randy Mahaffey | 1945 | 201  | 95   |
| 32    | Stati Uniti (bandiera) | G     | Smokey Gaines  | 1942 | 185  | 77   |
| 32    | Stati Uniti (bandiera) | G     | Rubin Russell  | 1944 | 188  | 82   |
| 34    | Stati Uniti (bandiera) | G     | Bill Bradley   | 1941 | 180  | 75   |
| 35    | Stati Uniti (bandiera) | G     | Darel Carrier  | 1940 | 191  | 84   |
| 40    | Stati Uniti (bandiera) | G     | Larry Conley   | 1944 | 191  | 79   |
| 42    | Stati Uniti (bandiera) | A     | Joe Roberts    | 1936 | 198  | 97   |
| 44    | Stati Uniti (bandiera) | A     | Cotton Nash    | 1942 | 196  | 98   |
| 45    | Stati Uniti (bandiera) | GA    | Bobby Rascoe   | 1940 | 193  | 93   |
| 50    | Stati Uniti (bandiera) | A     | Howard Bayne   | 1942 | 198  | 107  |
| 52    | Stati Uniti (bandiera) | C     | Orbie Bowling  | 1939 | 208  | 98   |
| 54    | Stati Uniti (bandiera) | A     | Tommy Woods    | 1943 | 201  | 95   |

## Staff tecnico
- Allenatori: John Givens (5-12) (fino al 22 novembre)[1], Gene Rhodes (31-30)
- Vice-allenatore: Buddy Cate